# Josip Buljovčić
Josip Buljovčić (Subotica, 17. siječnja 1932. – Subotica, 2. prosinca 2001.) bački hrvatski filolog, jezikoslovac, kazališni kritičar, dramaturg, prevoditelj. 
Njegov životni put je pošao drugim putem od njegovih namjera. Namjeravao studirati na Novinarsko-diplomatskoj visokoj školi, no ondje nije uspio iako je bio izvrsnim učenikom, jer nije odgovarao partijsko-policijskim kriterijima. Poslije je neuspješno pokušao upisati studij engleskog jezika. Planirao je studirati matematiku, no naposljetku je upisao studij jugoslavenskih jezika i književnosti na Filozofskom fakultetu Sveučilišta u Beogradu gdje je diplomirao 1955. Iako je bio kandidatom za asistenta temeljem svojih ocjena i profesorove preporuke, opet su drugi kriteriji ga spriječili u tome.
Diplomirao je na Filozofskom fakultetu u Beogradu, (1955.), a magistarsku radnju iz područja jezikoslovlja «Udeo 'Bunjevačkih i šokačkih novina' u razvitku pisanog jezika kod bačkih Bunjevaca u drugoj polovini XIX veka» obranio 1980. u Sarajevu. 
Gimnazijski je i profesor na Višoj pedagoškoj školi u Subotici, gost predavač u Segedinu, lektor na Varšavskom sveučilištu, kazališni kritičar, dramaturg i direktor subotičkog kazališta, prevoditelj s mađarskog i poljskog jezika. 
Bio je suradnik Enciklopedije Jugoslavije (Bunjevci). U znanstvenim radovima usredotočen je na kulturna, književna i jezična pitanja od značaja za opstanak Hrvata u Podunavlju. 
Pisao je i književno-povijesna djela o jeziku i književnoj, kulturnoj, povijesnoj i kazališnoj baštini bačkih Hrvata.
Osvrtao se na djela hrvatskih pjesnika, prozaika, skupljača narodne književnosti (Balint Vujkov) i dramskih pisaca (Matija Poljaković), napose na suvremene pjesničke zbirke dijalekatne ikavske poezije novoštokavskog narječja (Ivan Pančić, Vojislav Sekelj, Milovan Miković). Veliko je zanimanje pokazao za kazalište pa je često pisao o umjetničkim ostvarenjima gostujućih i stalno angažiranih redatelja i glumaca u subotičkom Hrvatskom narodnom kazalištu, kasnije Hrvatskoj drami subotičkog Narodnog pozorišta - Népszinház - (Tomislav Tanhofer, Jelka Asić, Geza Kopunović i dr.). Objavio više udžbenika, a postumno je izišla knjiga književnih i kazališnih kritika i eseja.
Pripada starijem naraštaju hrvatskih pisaca iz Podunavlja odnosno dijelom je Subotičkog književnog kruga. 
Jednim je od osnivača ogranka Matice hrvatske u Subotici '60-ih, pored Balinta Vujkova, Matije Poljakovića i inih.
Zbog svojeg otvorenog isticanja hrvatstva, trpio je od progona od strane državnih vlasti, a kad su se jugoslavenske komunističke vlasti obračunavale s hrvatskim proljećem u Subotici, Buljovčić je bio zbog svojih stavova i shvaćanja cijelo desetljeće uklonjen iz javnog života.
Naziva ga se "arheologom hrvatskog pamćenja". Prvi je autor koji je na znanstveni način istraživao kulturna nastojanja bačkih Hrvata i hrvatsku pismenost u južnoj Ugarskoj. U radu je problematizirao podvojenost hrvatskog identiteta u tim krajevima te je dokazao po čemu su bački Hrvati povezani s matičnom hrvatskom kulturom, a dokazao je i posebnosti tradicije pismenosti Hrvata u Ugarskoj.
Bio je članom Društva hrvatskih književnika, Društva za primenjenu lingvistiku, Društva za srpskohrvatski jezik, Hrvatskog akademskog društva i počasni građanin Subotice.
Bio je jednim od suosnivača HKC Bunjevačko kolo. Radio je kao jezični savjetnik hrvatskog uredništva Radio Subotice.

## Djela
Pisao je kritike, prikaze, filološke oglede, rasprave, recenzije i udžbenike.
- Od raspevanih slova do Marsovaca, izbor pjesama za djecu S. Janevskog, Novi Sad 1979.
- Mala školska pozornica, igrokaz za djecu, Novi Sad 1979.
- Udeo «Bunjevačkih i šokačkih novina» u razvitku pisanog jezika kod bačkih Bunjevaca u drugoj polovini XIX veka, Sarajevo 1984.
- Filološki ogledi, Subotica 1996.
- Subotički kazališni zapisi, Zagreb 2008.

Pisao je za časopise: Almanah pozorišta Vojvodine, Književnost i jezik, Létünk, Obrazovanje, Oktatás és Nevelés, Merkovićevu Rukovet, Scenu, Pozorište, Pedagošku stvarnost, Pro Memoriu i ostale.
Pisao je za dnevne i tjedne novine: Hrvatsku riječ, Subotičke novine, Žig i još neke.

## Vanjske poveznice
- Klasje naših ravni
- Radio Subotica  Arhivirana inačica izvorne stranice od 27. rujna 2007. (Wayback Machine) S predstavljanja V. sveska Leksikona podunavskih Hrvata